# Église Saint-Aignan de Pouzy-Mésangy
L'église Saint-Aignan est une église catholique située à Pouzy-Mésangy, en France.

## Localisation
L'église est située dans le département français de l'Allier, sur la commune de Pouzy-Mésangy.

## Description
L'édifice est classé au titre des monuments historiques en 1922 et inscrit en 1925.
L'église est en forme de croix latine ; elle se composait primitivement d'une nef flanquée de deux bas-côtés, d'un transept et d'un chœur que terminait une abside, appartenant à la fin du XIe siècle ou au début du XIIe siècle. La voûte romane est refaite au XIIIe siècle ainsi que les grands arcs séparatifs de la nef et des collatéraux, en tiers-point. Les bas-côtés sont restés voûtés en berceau plein cintre. Au XIVe siècle, les bras du transept sont aménagés en chapelles particulières. La première travée romane de la nef semble avoir été supprimée au XVe siècle pour permettre l'agrandissement du château voisin. Le sanctuaire est agrandi en remplaçant l'abside romane par un chevet plus large, aux angles arrondis, des voûtes ogivales sur nervures couvrent le sanctuaire et la première travée de la nef, les fenêtres sont agrandies, la porte latérale sud est refaite.  Un des chapiteaux représente des personnages,. Une  photo aérienne de la notice des Monuments historiques montre comment l'église s"insère dans le château avoisinant.
L’église s’inscrit dans un habitat de qualité : les bâtiments voisins semblent construits sur la place d’une ancienne basse-cour, attenant à une maison forte. Les chapiteaux romans, de facture assez primitive, mais cohérents dans la variété, comportent des motifs floraux tels que rinceaux et rosaces (rappelant les rosaces des caissons des monuments antiques) qui sont très nombreux, mais on peut également observer des croix entourées de cadres quadrangulaires. Dans la travée précédant le chœur, la corbeille de l’un de ces chapiteaux est entourée d’une série de petits personnages se tenant par la main, formant une sorte de ronde. Le tailloir de ce même chapiteau est orné d’un cordon de billettes témoignant d’une influence auvergnate ou bourguignonne.

## Photographies
Extérieur

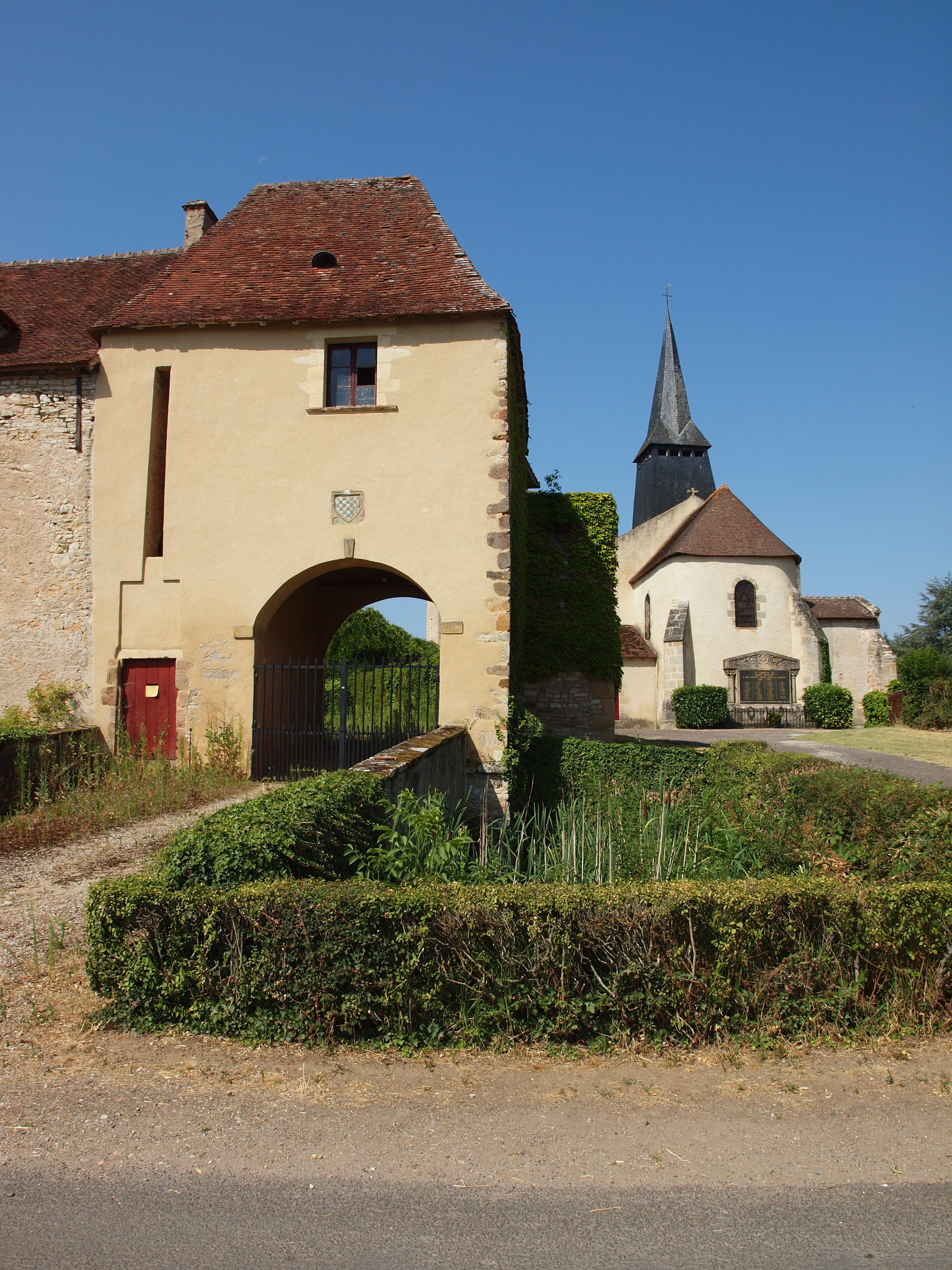
Château et église.
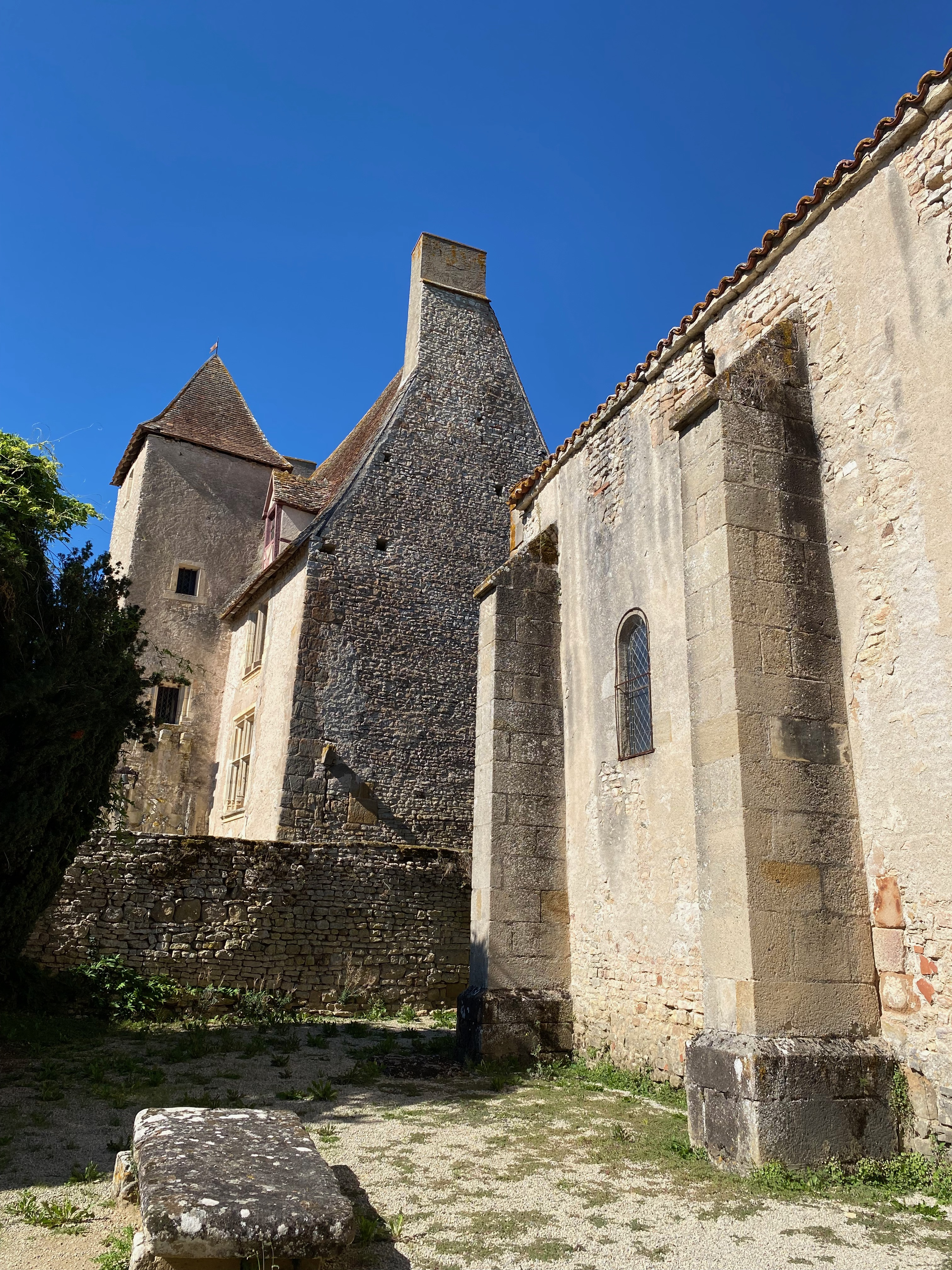
Église - mur Sud.
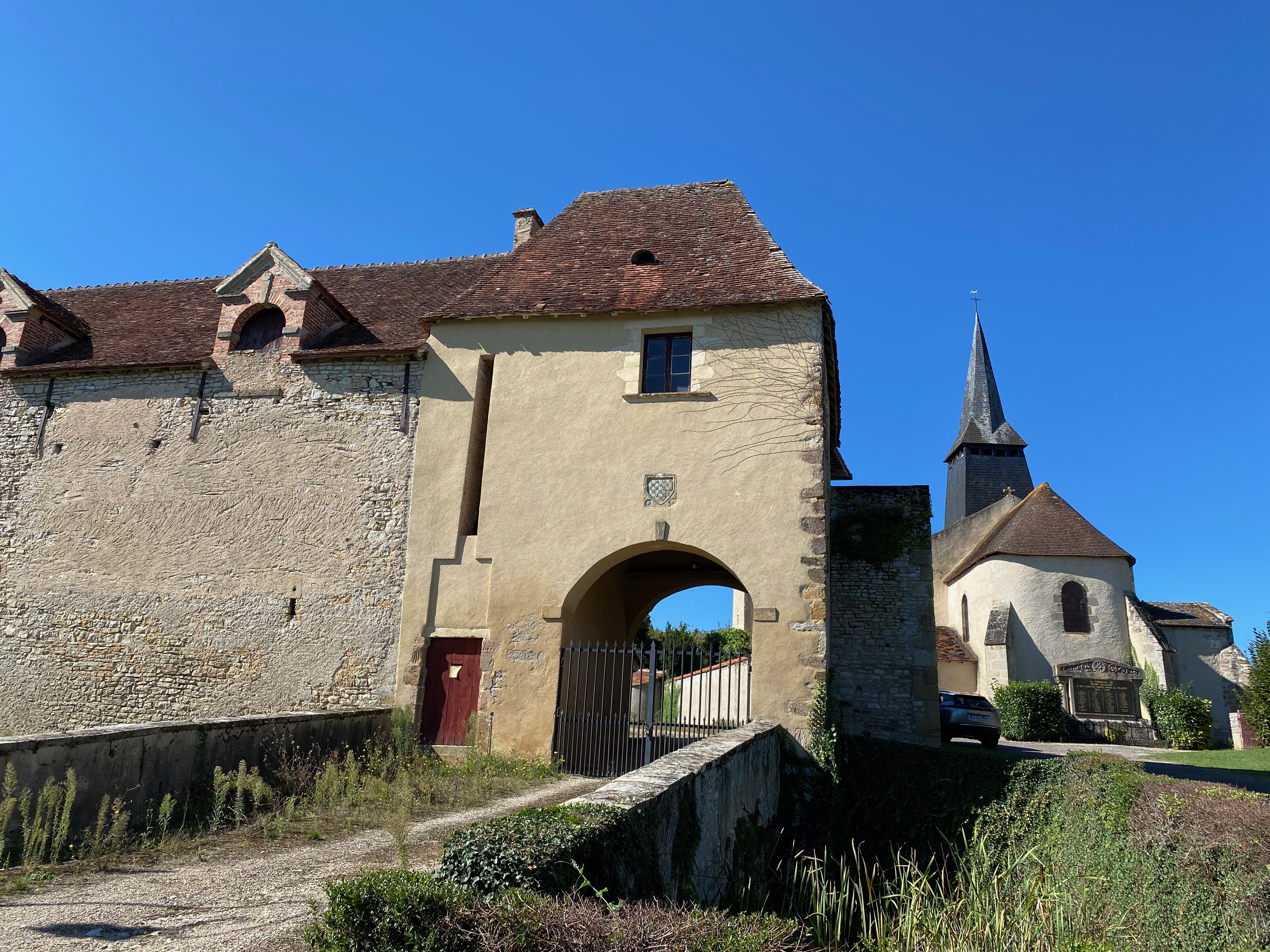
Entrée château et église.
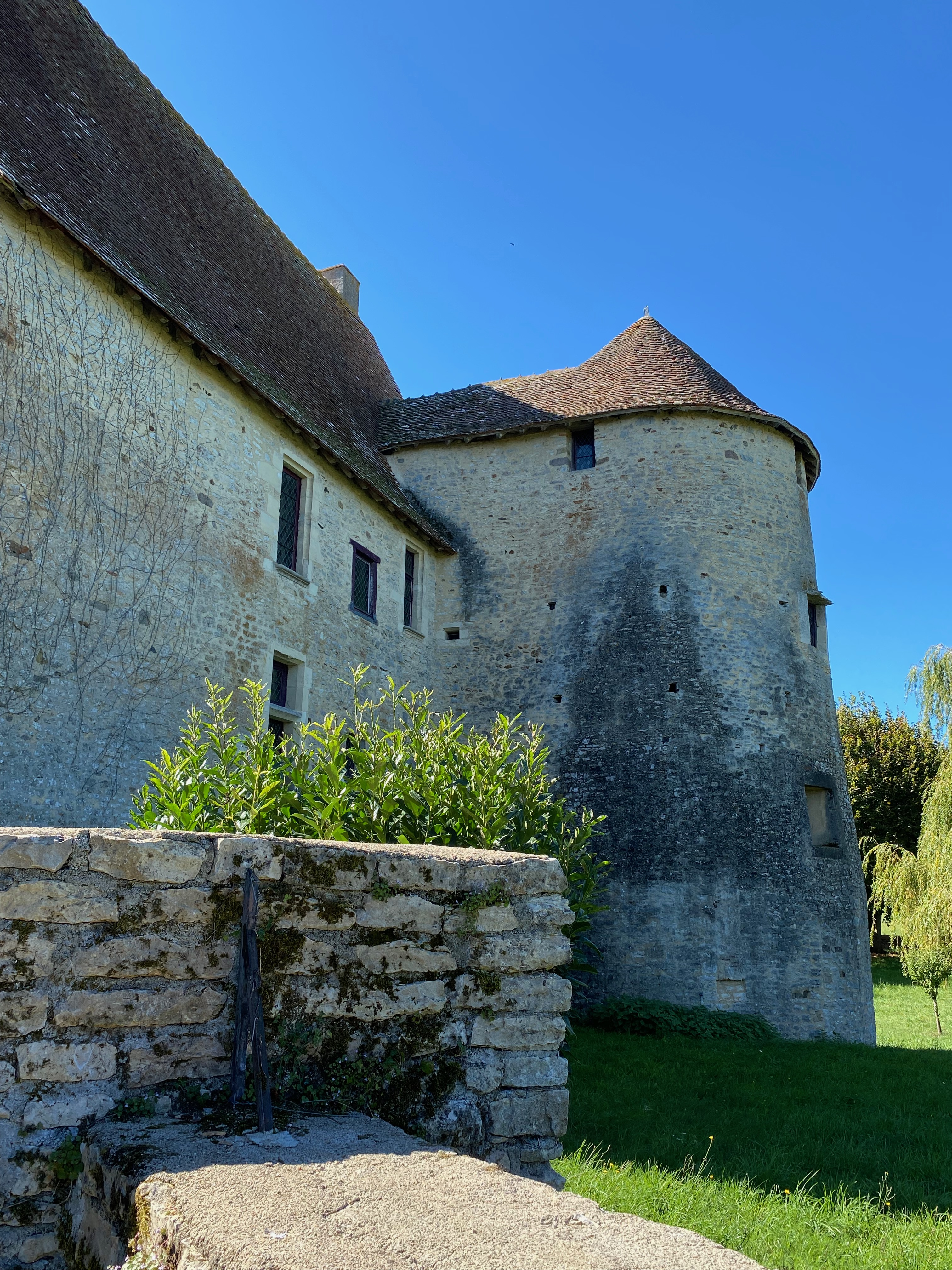
Château - mur Nord.

Intérieur

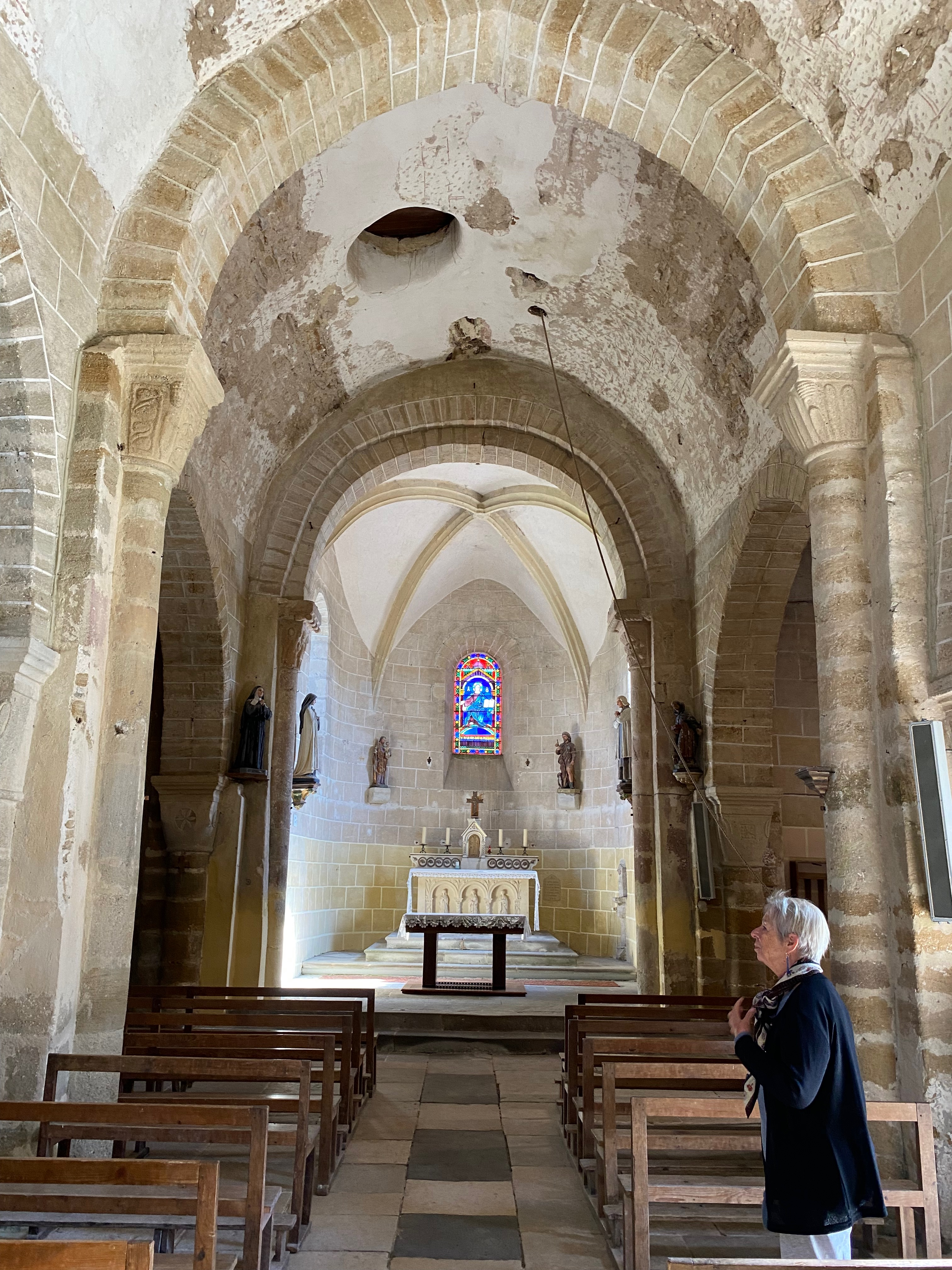
Nef.
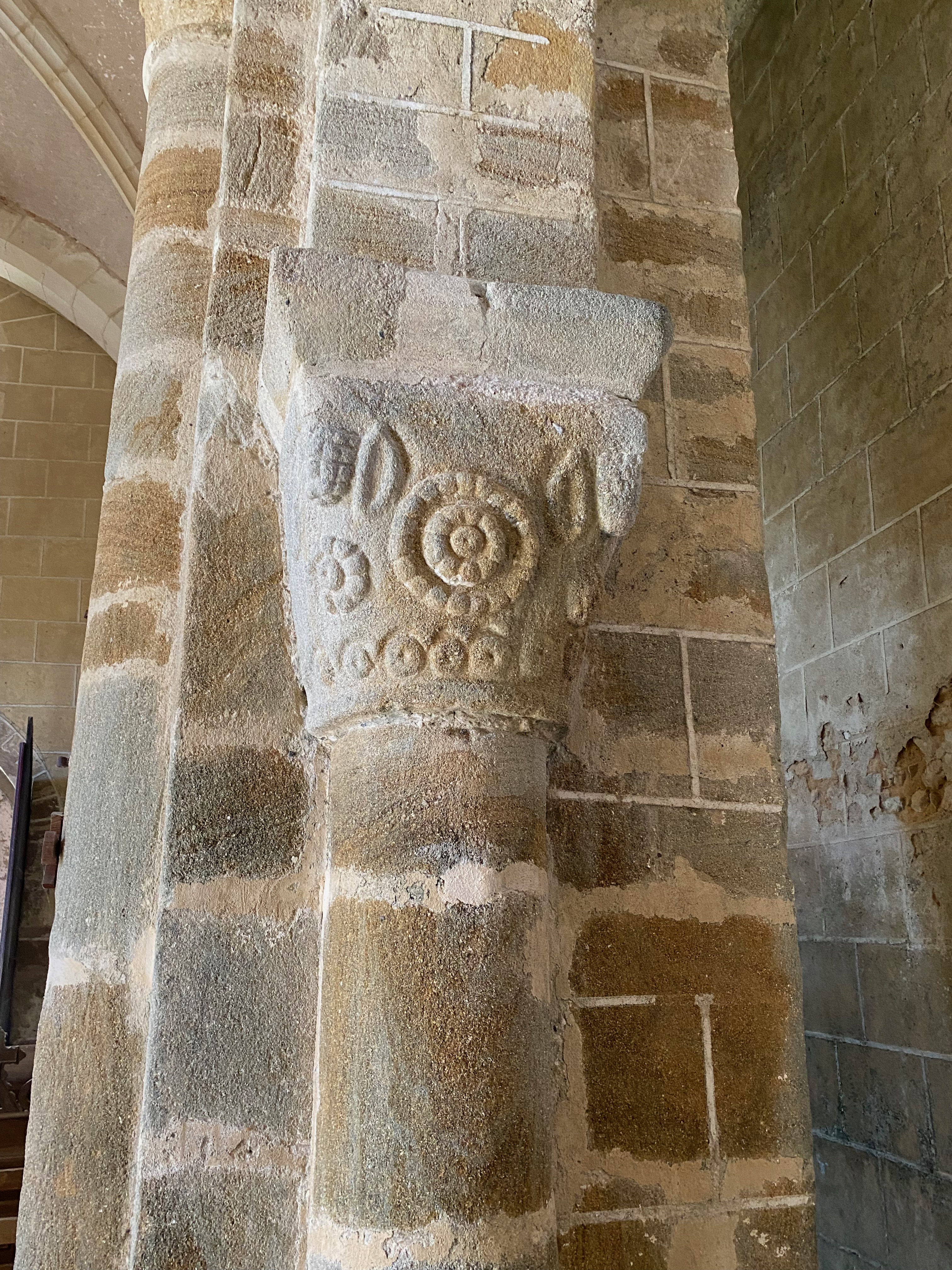
Un chapiteau.
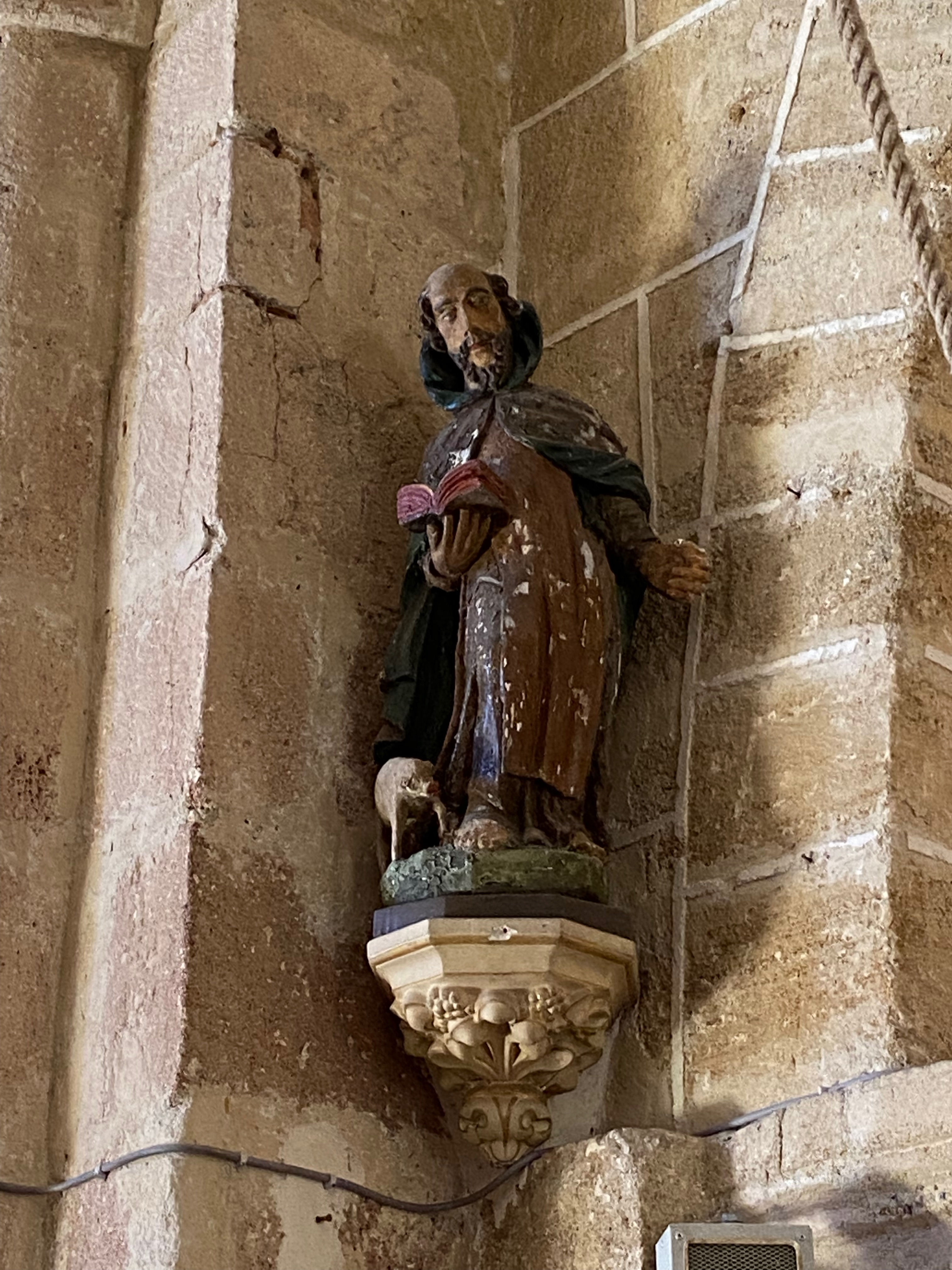
Un saint.
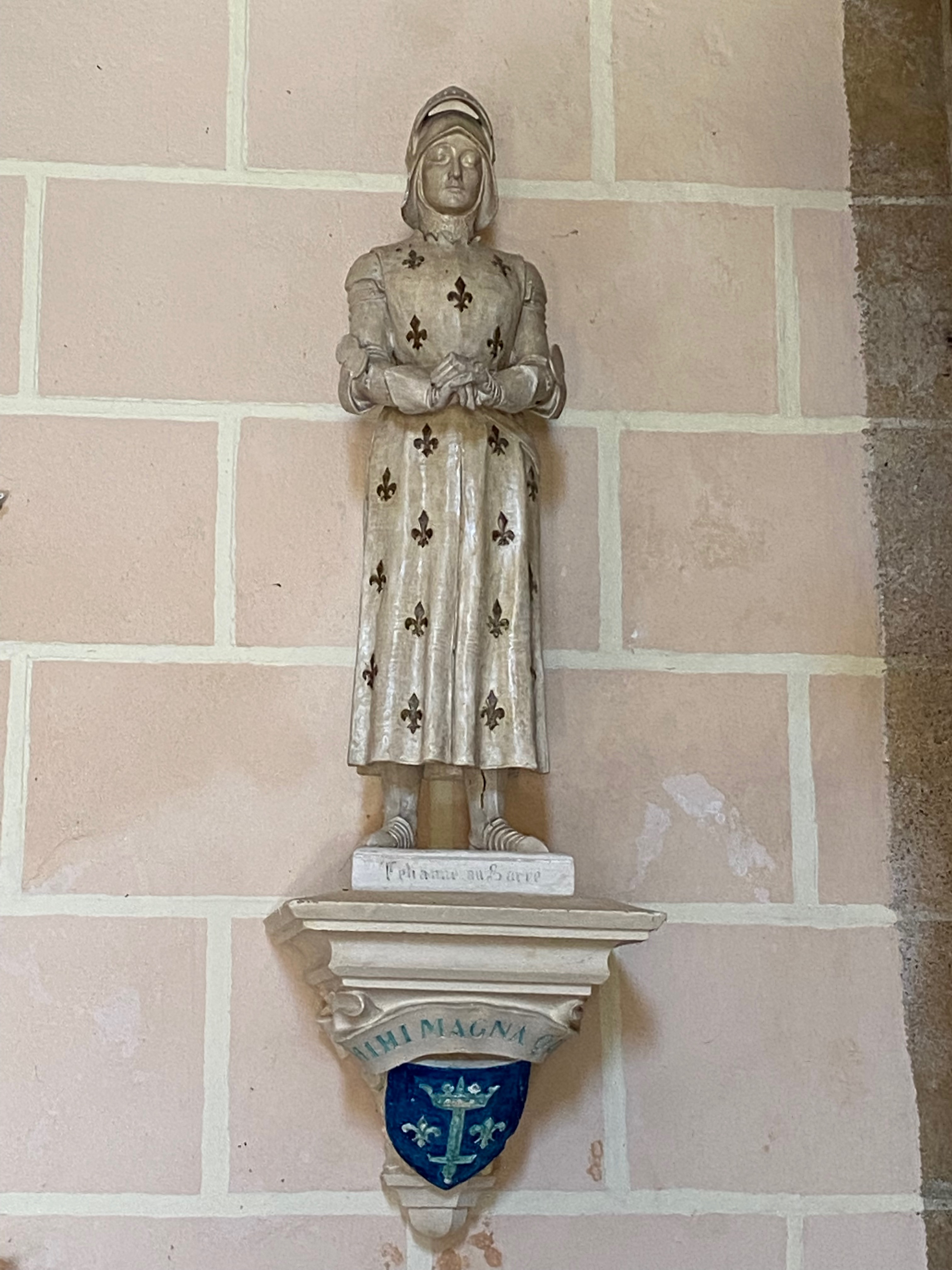
Jeanne d'Arc.